# وليم كنت كروجر
وليم كنت كروجر (بالإنجليزية: William Kent Krueger)‏ (16 نوفمبر 1950، تورينغتون في الولايات المتحدة)؛ كاتب وروائي أمريكي.